# 3520 Klopsteg
3520 Klopsteg este un asteroid din centura principală, descoperit pe 16 septembrie 1952 de Goethe Link Obs..